# Brassaiopsis rockii
Brassaiopsis rockii är en araliaväxtart som beskrevs av Elmer Drew Merrill. Brassaiopsis rockii ingår i släktet Brassaiopsis och familjen Araliaceae. Inga underarter finns listade.